# Kloroplast
Kloroplast je vrsta plastida, koji su organele koje se nalaze u citoplazmi, posjeduju pigmente kao što su klorofili i karotenoidi i mjesto su sinteze i skladištenja hrane. Najvažnija vrsta plastida je upravo kloroplast.
Kloroplast sadrži klorofil i koristi svjetlosnu energiju za pretvorbu ugljik-dioksida i vode u ugljikohidrate i kisik, tj. kloroplast je mjesto fotosinteze.
Dvije membrane kloroplasta okružuju njegov unutrašnji tekući dio, stromu. U stromi se nalazi nekoliko kružnih molekula DNK koje sadrže gene za sintezu bjelančevina i RNK u kloroplastu. Unutar strome postoji sustav spljoštenih membranskih vrećica koji se zovu tilakoidi, a oni se na nekim mjestima skupljaju u nakupine, grane.
Smatra se da su kloroplasti nastali iz modrozelenih algi koje su ušle u endosimbiozu sa stanicom i preuzele staničnu ishranu fotosintezom. Kao dokaz tome je da i danas neki bičaši koriste modrozelene alge umjesto kloroplasti.
Na sazrijevanje kloroplasta djeluju hormoni iz skupine citokinina.